# Liselotte Mettler
Liselotte Mettler (* 6. Juni 1939 in Wien) ist eine deutsch-österreichische Gynäkologin und Hochschullehrerin aus Kiel. Sie gehört zu den weltweit führenden Reproduktionsmedizinern.

## Werdegang
Liselotte Mettler besuchte die Schule in Wien, Stuttgart und Humboldt, Iowa (USA). Von 1959 bis 1965 studierte sie Medizin an den Universitäten Tübingen, Wien und Kiel. Nach einem Jahr in Peru wurde sie 1967 in Kiel mit der Dissertation „Über die Bedeutung der klinischen Diagnose einer Alkoholwirkung bei Berücksichtigung der Blutalkoholwerte: Eine statistische Auswertg von 44690 Blutalkoholbefunden und ärztlichen Blutentnahmeprotokollen“ promoviert. Von 1968 bis 1973 absolvierte sie an der dortigen Universitätsfrauenklinik bei Kurt Semm die Weiterbildung zur Gynäkologin. Sie habilitierte sich 1976 mit einer Arbeit über „Immunologische Aspekte der weiblichen Sterilität“.
1981 wurde sie zur Stellvertreterin des Klinikdirektors ernannt. Die Sektion Gynäkologische Endokrinologie und Reproduktionsmedizin leitete sie auch nach der Emeritierung 2002 bis zum 31. Dezember 2007. Seither arbeitet sie als niedergelassene Frauenärztin in Kiel und leitet als Geschäftsführerin die Firma Gyneconsulting Kiel, die 2007 gegründet wurde und Beratung zu Wissenschaft und Klinik auf dem Sektor Frauenheilkunde anbietet.
Sie ist Witwe des Kieler Hämatopathologen Reza Parwaresch und hat drei Söhne. Sie lebt in Kiel.
Die Europäische Gesellschaft für gynäkologische Endoskopie verlieh 2010 bei der 19. Jahrestagung der ESGE in Barcelona erstmals den Liselotte-Mettler-Preis für die beste Videopräsentation.
2025 wurde Liselotte Mettler für ihre Verdienste in der Reproduktionsmedizin und minimalinvasiven Chirurgie mit dem Bundesverdienstkreuz 1. Klasse geehrt.

## Ehrenämter
- Ehemalige Präsidentin der Deutschen Gesellschaft zum Studium der Fertilität und Sterilität
- Ehemalige Präsidentin und derzeitiges Ehrenmitglied der Arbeitsgemeinschaft Gynäkologische Endoskopie (AGE) in der Deutschen Gesellschaft für Gynäkologie und Geburtshilfe
- Ehemalige Präsidentin der Europäischen Gesellschaft für Gynäkologische Endoskopie (ESGE)
- Ehemalige Präsidentin der Deutsch-Französischen Gesellschaft für Gynäkologie und Geburtshilfe
- Vorstandsmitglied der Internationalen Gesellschaft für gynäkologische Endoskopie (ISGE)
- Sekretär der International Academy of Human Reproduction
- Mitglied des Board of Trustees der American Association of Gynecologic Laproscopists

## Herausgeberschaften
- Reproduktionsmedizin
- American Journal of Gynecological Endoscopy
- Journal of IVF
- International Journal of Reproductive Immunology

## Schriften (Auswahl)
- Über die Bedeutung der klinischen Diagnose einer Alkoholwirkung bei Berücksichtigung der Blutalkoholwerte: Eine statistische Auswertg von 44690 Blutalkoholbefunden und ärztlichen Blutentnahmeprotokollen. Dissertation, Christian-Albrechts-Universität zu Kiel 1967
- Immunologische Aspekte der weiblichen Sterilität. Habilitationsschrift, Christian-Albrechts-Universität zu Kiel 1976
- Immunologie der weiblichen Sterilität: Sensibilisierung gegen Spermaantigene im humoralen und zellulären Immunsystem der Frau. In: Fortschritte der Fertilitätsforschung 4, Grosse Verlag, Berlin 1977, ISBN 3-880-40004-0
- mit Adam B. Czuppon: Immunologie der Reproduktion. Urban und Schwarzenberg, München 1987, ISBN 3-541-12721-X
- (Hrsg.): Operative Pelviskopie in Klinik und Praxis. Deutscher Ärzte-Verlag, Köln 1987, ISBN 3-769-10146-4
- (Hrsg.): Diagnostik und Therapie der Sterilität. Urban und Schwarzenberg, München 1988, ISBN 3-541-12731-7
- mit Dietrich Weisner (Hrsg.): Festschrift zum 65. Geburtstag von Kurt Karl Stephan Semm. Universitätsfrauenklinik Kiel 1992
- Endoskopische Abdominalchirurgie in der Gynäkologie. Schattauer, Stuttgart – New York 2002, ISBN 3-794-51965-5
- Endometriose 2000. pmi-Verlag, 2000, ISBN 3-897-86022-8
- Manual for Laparoscopic and Hysteroscopic Gynecological Surgery Jaypee Brothers, Medical Publishers, 2006, ISBN 81-8061-632-0
- Manual of New Hysterectomy Techniques. Jaypee-Verlag (Indien), 2007, ISBN 978-81-8448-127-3